# Гандлирж, Ярослав
Ярослав Гандлирж (чеш. Jaroslav Handlíř; 20 ноября 1888 – 21 сентября 1942) — чехословацкий политический деятель.

## Биография
Родился 20 ноября 1888 в Богемии. В годы Первой мировой войны был призван в армию Австро-Венгрии. Попал в плен на Восточном фронте. После Октябрьской революции стал большевиком, участвовал в создании чехословацкой коммунистической группы.
На Учредительном конгрессе Коминтерна в марте 1919 представлял Чехословакию в качестве делегата с правом совещательного голоса.
Вернувшись в Чехословакию, вёл активную политическую деятельность. Принимал участие в забастовке 1920 года, за что был арестован и осуждён к тюремному заключению, закончившемуся в марте 1921. После освобождения участвовал в создании Коммунистической партии Чехословакии, представлял партию на Третьем конгрессе Коминтерна в июне-июле 1921 (на конгрессе был избран в Секретариат ИККИ). Занимал различные посты в КПЧ, участвовал в деятельности профсоюза лесозаготовителей.
На третьем съезде КПЧ подверг руководство партии критике с правых позиций, поддерживал правое крыло КПЧ вместе с Бетиславом Гулой. В 1929 исключён из КПЧ, после чего вступил в Социал-демократическую партию Чехословакии.
Погиб 29 сентября 1942 в концлагере Освенцим.